# Uppåt begränsad
En delmängd Y av en partiellt ordnad mängd X är uppåt begränsad om det finns ett element α, kallad en övre gräns, i X sådant att varje element i Y är mindre än α. Om det finns ett minsta möjligt sådant element, så kallas detta minsta övre gräns (least upper bound) eller supremum för mängden. 
Notera dock att supremum inte alltid existerar även om det existerar någon övre gräns, eftersom detta i allmänhet kräver ganska starka restriktioner på den partiellt ordnade mängden X - om X till exempel är en delmängd av de reella talen, så måste X vara fullständig (som metriskt rum).
Speciellt är en funktion {\displaystyle f\colon M\to X}, där X är en ordnad mängd, uppåt begränsad om det finns ett element α sådant att f(t) ≤ α för varje t i mängden M.
Ett vanligt exempel är då mängden X är de reella talen, R.